# Desmodilliscus braueri
Genre
Espèce
Statut de conservation UICN

 LC  : Préoccupation mineure

La Gerbille de Brauer (Desmodilliscus braueri) est la seule espèce du genre Desmodilliscus. Ce rongeur appelé aussi Gerbille naine de Buchanan est une gerbille localisée au nord du Sénégal, du Nigéria et du Soudan.